# Новая Владимировка
Но́вая Влади́мировка — деревня в Дальнеконстантиновском районе Нижегородской области. Входит в состав Нижегородского сельсовета.

## История
В 1925 году постановлением президиума ВЦИК деревня Вшивка переименована во Владимировку.

## Население
| 2002 | 2010 |
| ---- | ---- |
| 46   | ↘42  |